# Anselm de Friuli
Sfântul Anselm de Friuli (d. 805, Nonantola) a fost un călugăr din Ordinul benedictin, primul abate de Nonantola, ulterior canonizat.
La origine, Anselm a fost un nobil longobard, care a devenit duce de Friuli, după ce Aistulf a devenit rege al longobarzilor, urcând pe tronul din Pavia.
După ce a domnit între 749 și 751, Anselm a renunțat la cariera sa seculară. În 750 a construit mănăstirea de la Fanano, pe un loc oferit lui de către regele Aistulf, care se căsătorise cu sora lui Anselm, Gisaltruda. Doi ani mai tîrziu, el a întemeiat mănăstirea de la 
Nonantola, aflată la scurtă distanță de Modena. Apoi, Anselm a plecat la Roma, unde papa Ștefan al II-lea l-a învestit cu cele veșmântul religios pentru a intra în Ordinul benedictin, i-a acordat moaștele Sfântului Silvestru (papa Silvestru I) și l-a numit abate de Nonantola. Anselm a întemeiat multe ospicii, unde să fie adăpostiți cei săraci și bolnavi, dați în grija călugărilor.
Regele Desiderius al longobarzilor, care i-a succedat lui Aistulf din 756, l-a alungat pe Anselm de la Nonantula, pentru a-l promova pe propriul său protejat. Anselm a petrecut cei șapte ani de exil la mănăstirea benedictină de la Montecassino, revenind la Nonantola după ce regele Desiderius a fost luat prizonier de către regele francilor Carol cel Mare în 774, în urma cuceririi Paviei de către franci.
După ce a slujit ca abate vreme de 50 de ani, Anselm a murit în 805 la Nonantola, a cărei comună îl onorează și astăzi din poziția lui de sfânt-patron. Ziua de sărbătoare dedicată lui Anselm este 3 martie.
Până la 1083, Nonantola a fost mănăstire imperială, și după încetarea din viață a lui Anselm disciplina sa a avut mult de suferit de pe urma intervențiilor imperiale în alegerea abaților săi.